# Le Dancing
Le Dancing est un téléfilm de Jean-Louis Colmant de 1980 qui se déroule dans la ville natale de Ronny Coutteure, Wervik (Belgique), sur les berges de la Lys. Le dancing dont parle le film (qui s'appelait "Le Moulin" et fut exploité durant des années par Rémi Goudsmedt), situé dans un vieux moulin, n'existe plus. Le moulin et les habitations autour existent encore, mais sont maintenant un musée du tabac.
Fatigué de travailler en usine, un brave garçon réalise son rêve en se faisant engager dans le plus grand dancing du coin et devient serveur. Mais le rêve ne résiste pas longtemps aux mesquineries et aux coups bas entre collègues ou aux affrontements linguistiques entre fransquillons et flamingants dans ce dancing situé à la frontière franco-wallo-flamande.

## Distribution
- Johan Bral
- Anne-Marie Cappelier
- Ronny Coutteure
- Jenny Clève
- Marcel De Stoop
- Bert De Wildeman
- Elie Lison

## Musique originale
- Bertrand Jarrigeon

## Récompense
- 1981 : mention spéciale du jury au Festival de télévision de Monte-Carlo